# Mathathane
Mathathane est une ville du Botswana.